# 남해 용문사 괘불탱
남해 용문사 괘불탱(南海 龍門寺 掛佛幀)은 대한민국 경상남도 남해군 이동면 용문사에 있는 조선시대의 탱화이다. 2005년 9월 6일 대한민국의 보물 제1446호로 지정되었다.

## 지정 사유
본존불상 좌·우에 협시보살상만을 배치시켜 삼존도 형식을 보여주고 있는 그림이다. 중앙의 본존불상을 위시하여 좌측(向右)에는 정면을 향한 채 똑바로 서서 여의(如意)를 들고 있는 보살상이 자리하고 있으며, 오른쪽(向左)에는 좌협시보 살상과 동일한 자세로 서서 연꽃가지를 받쳐 든 보살상이 배치되어 있다.
중앙의 본존불상은 어깨가 훤히 드러난 오른손을 길게 내려뜨리고 왼손을 가슴 앞까지 들어올린채 두 발을 좌·우로 벌려 연화좌를 딛고 서 있는 입불상으로 둥글넓적해진 형태에 눈·코· 입이 작게 묘사되고 미소가 잘 보이지 않는 경직된 표정의 얼굴은 수평으로 들어올려 각이 진 어깨와 더불어 18세기 후반 이후 불화들에서 주로 나타나는 전형적인 양식 특징이다.
좌협시보살상은 보관을 쓰고서 여의를 들고 있는 점으로 미루어 보아 석가모니불의 좌협시인 문수보살상이라 추정된다. 머리 크기에 비하여 어깨가 좁아지고 작아진 발로 인하여 위축된 느낌이 들긴 하지만, 팔에 걸쳐 흘러내린 길고 굵은 천의자락으로 인하여 전체적으로는 안정감이 있어 보인다. 우협시보살 또한 좌협시보살상과 표현이 유사하다. 그림 하단부에는 7개의 화기가 있다.
이 괘불탱은 인물의 형태 및 표정, 신체 비례 등에 있어 18세기 중반 이후 불화의 전형 양식을 잘 보여 주고 있을 뿐만 아니라, 경직된 듯 조화 롭고 세련된 표현기법을 보여주어 18세기 중반 이후 불화 연구의 자료적 가치가 있다.

## 같이 보기
- 용문사

## 참고 자료
- 남해 용문사 괘불탱 - 국가유산청 국가유산포털